# Яворський Євгеній Володимирович
 Євге́ній Володи́мирович Яво́рський — молодший сержант Збройних сил України, учасник російсько-української війни, відзначився у ході російського вторгнення в Україну.

## Життєпис
Під час російського вторгнення в Україну у 2022 році брав участь в обороні Маріуполя. 
Разом із іншими оборонцями Маріуполя перебував у російському полоні та був звільнений 21 вересня 2022 року під час обміну 215 українських захисників.

## Нагороди
- орден «За мужність» II ступеня (14.10.2022) — за особисту мужність, виявлену у захисті державного суверенітету та територіальної цілісності України, незламність духу і вірність військовій присязі[2].
- орден «За мужність» III ступеня (26.03.2022) — за особисту мужність під час виконання бойових завдань, самовіддані дії, виявлені у захисті державного суверенітету та територіальної цілісності України, вірність військовій присязі[3].